# Ростер
Ростер (від англ. roast — «підсмажувати») — електротехнічний прилад, замінник кухонної плити і духової шафи; мініатюрна версія духової шафи. Виконує функції мініпечі, мінідуховки, мінітостеру.
У ростері можна приготувати м'ясо, рибу, бутерброди, спекти пиріжки і хліб. Крім того, на дачі він стане в пригоді — його легко можна взяти з собою, за розмірами він компактний.
Маленькі ростери можуть бути обсягом 5-6 літрів. Це скоріше дачний варіант або для сніданку, так як нічого великого ні розігріти, ні приготувати не вдасться. В маленькому ростері можна розігрівати невелику кількість їжі, готувати гарячі бутерброди.
Великі ростери. Якщо мати намір постійно готувати в цьому приладі, то маленького ростера явно не вистачить. Для того щоб була можливість пекти хліб, пиріжки або просто засмажувати м'ясо, потрібен більш значний прилад, об'ємом від 14 до 20 літрів.
Потужність ростерів коливається від 650 до 2000 Вт.
У всіх ростерів є таймер. Більшість моделей має механічне управління — поворотні перемикачі. Навіть у дорогих моделей такий вид керування. З чим пов'язане таке повальне захоплення виробників механічними перемикачами — невідомо.